# グラムロック
グラムロック（glam rock）主にイギリスで1960年代後半から流行した、ロックのジャンル。由来は、魅惑的であることを意味する英語の"glamorous"から来ている。

## 概要
グラム・ロックのミュージシャンは、男女問わず、一般的な化粧よりも濃いメイクを施したり、煌びやかなヨーロッパ貴族的（ヨーロッパの中でも主に西欧の国々）な衣装を身につけた。
1970年代前半には、ラウドなハードロックや、演奏技術や長尺曲が特徴だったプログレッシブ・ロックが流行。それらと異なる中性的なファッションやメイク、グルーヴ感あふれるビートや、ポップなメロディーを演奏していたのがグラムロックミュージシャンだった。グラム・ロックは70年代後半のパンク・ロックの一部にも影響を与えることになる。また、T・レックス、モット・ザ・フープルやロキシー・ミュージックのヒット曲のように、サックスでリフを刻む楽曲もグラム・ロックの一部に見られた。
グラム・ロックは、音楽性よりもメイクや、ステージングなどでカテゴライズされることが多かった。Tレックスやゲイリー・グリッターはブギー、デヴィッド・ボウイやロキシー・ミュージックはアート・ロック、スレイドやスウィートはハードなポップ・ロックといったように、サウンドや楽曲、音楽的志向などは大きく異なり、共通点はあまり見られない。

## 歴史
マーク・ボランとTレックスやデヴィッド・ボウイ、ロキシー・ミュージック、モット・ザ・フープルが英国における代表的なアーティストである。日本でもグラムロックは人気があり、「オールジャパン・ポップ20」（文化放送）のようなラジオ番組のチャートを賑わせていた。ボランとボウイが成功を収めた直後、ロキシー・ミュージック、スウィート、スレイド、モット・ザ・フープル、マッド、アルヴィン・スターダストなどが続いた。英国でのグラムロックバンドの中には、英国の主要なクリスマスヒットシングルをリリースしたバンドもいた。スレイドの「MerryXmasEverybody」、ウィザードの「I Wish It Could Be Christmas Daily」、マッドの「Lonely This Christmas」は、いずれも人気を獲得した。グラム・ロックは、英国のポピュラー音楽で非常に成功したトレンドの側面だけでなく、1970年代の英国ポピュラー文化における他のカルチャーにも影響を与えた。
グラムロックのより重い変種で、ギターリフ中心のサウンドを強調し、リズムを駆り立て、聴衆が参加するライブパフォーマンスを行った。スレイドは「ムーブ・オーバー」「グッバイ・トゥ・ジェーン」「カモン」を日本でもヒットさせた。モットザフープルは「すべての若き野郎ども」「ロックンロール黄金時代」をイギリスでヒットさせている。
マーク・ボランは、グラムロックの盛衰と自身の音楽活動の波が重なるように、グラム・ロック衰退期である1977年、交通事故により29歳で死亡。
デヴィッド・ボウイはグラムロック衰退以降も音楽活動を継続し、映画『地球に落ちて来た男』（1976年）にも出演した。ボウイはモット・ザ・フープルの「すべての若き野郎ども」（1972年）を作曲している。ボウイがジギー・スターダストというキャラクターを生み出す際に、スタンリー・キューブリックの『時計じかけのオレンジ』や『2001年宇宙の旅』をモデルにしている。また、ボウイはこの頃、ザ・ストゥージズの『ロウ・パワー』やルー・リードの『トランスフォーマー』などのプロデュースも担当。
他にも、スウィート、シルヴァーヘッド、ホークウインド、ジョーディーなどがグラムロック系のバンドとされている。
1973年のオイル・ショックやその後の不況、ロック・ファンの世代交代などが重なり、グラム・ロックのブームは1975年ごろ終焉を迎えた。その後、1970年代後半のパンク/ニュー・ウェイヴが勃興することとなる。
時代背景としては、それまでのヒッピーやウッドストックなどに代表される自然回帰運動への反動として、「人工的なもの」への志向が生じたのではないかとする説もある。ポップ・アートのアンディ・ウォーホールの「Pork」という映画・舞台がグラム発生に影響を与えたという説もある。ウォーホールは異性装（トランスヴェスチズム）を好んでおり、またアンディ・ウォーホルの映画に数多く出演していたイーディ・セジウィックも中性的なイメージを持っていた。
また、1960年代後半のロンドンのアンダーグランド・シーンの影響も見られる。UFOクラブなどのナイトクラブ、ライブハウスでの演奏を通じて、メジャー・シーンへと進出を果たしたアーティストも多い。シド・バレットと初期のピンク・フロイドは、デヴィッド・ボウイやマーク・ボランに影響を与えた。
グラム・ファッションの影響を受けたローリング・ストーンズも、当時は濃いメイクをしていた。ヴィジュアル面では、グラム・ロックが80年代前半に起こったニューロマンティックや、後に誕生する日本のヴィジュアル系の先駆けとなった。音楽的にはクラッシュのミック・ジョーンズがモット・ザ・フープルのフォロワーであったことが良い例だが、パンク・ロックの一部への影響が見られる。
アメリカで商業的な成功を収めたグラムロックのバンドはアリス・クーパーだった。さらに、1973年にはニューヨーク・ドールズがデビューし、ルー・リードやイギー・ポップなどもグラムロックに影響されたステージを見せた。他には、ラモーンズのメンバーがTレックスやスレイドを愛聴していることを、少年ナイフによるインタビューで答えたことがある。

## 日本への影響
国内で最も初期にグラムロックの影響を受けていたグループとして、サディスティック・ミカ・バンドが挙げられる。特に初期は紫色の髪をした加藤和彦にピンク色の髪をした高中正義と、ファッション的にも影響を受けた上に、1stアルバムでは大いにT・レックスその他のグラムロックの楽曲の影響が感じられる。更に英国でのアルバムリリースや、渡英した上での代表的なグラムロックバンドの一つであるロキシー・ミュージックのサポート・アクト等、当時の英国グラムロック・シーンにも影響を与えた。その他、短期間の活動で知名度は低いがルージュ、広義に見ると外道もグラムロックと言えるだろう。更に70年代半ば以降の沢田研二、忌野清志郎、1980年代前半には、土屋昌巳の一風堂が登場した。しかし、いずれも「グラム・ロック」とは呼ばれなかった。
1980年代以降、グラマラスなメイクをした。BOØWY、安全地帯、THE YELLOW MONKEY、X JAPAN、毛皮のマリーズ、「ヴィジュアル系」バンド、本田恭章、中川勝彦などのミュージシャンらは、グラムロックの影響よりもニュー・ロマンティックの影響を受けていると見られている場合が多いが、マルコシアス・バンプ、ROLLY率いるすかんちなどは明確にグラムロックの影響を公言している。
なお、マーク・ボランの命日である9月16日には「マーク・ボラン追悼～グラムロックイースター」というイベントが毎年開催されている。常連参加者には、頭脳警察にいたPANTAのほか、ROLLY、マルコシアス・バンプの旧メンバーなどがいる。

## 代表曲
- 「ゲット・イット・オン」「メタル・グゥルー」 - T・レックス
- 「スターマン」「ジーン・ジニー」 - デヴィッド・ボウイ
- 「ヴァージニア・プレイン」 - ロキシー・ミュージック
- 「すべての若き野郎ども」「ロックンロール黄金時代」 - モット・ザ・フープル
- 「スクールズ・アウト」「アリスは大統領」 - アリス・クーパー
- 「キャン・ザ・キャン」「悪魔とドライブ」 - スージー・クアトロ
- 「ワイルド・サイドを歩け」 - ルー・リード
- 「ブロックバスター」 - スウィート
- 「クレイジー・ママ」 - スレイド
- 「ナウ・アイム・ヒア」 - クイーン

## グラムロック・アーティスト

### 洋楽（1960年〜2000年代）
- T・レックス[6]
- デヴィッド・ボウイ[注釈 8]
- ロキシー・ミュージック[注釈 9]
- モット・ザ・フープル[注釈 10]
- アリス・クーパー[注釈 11]
- スウィート
- ミック・ロンソン
- スレイド
- シルヴァーヘッド
- ゲイリー・グリッター
- ニューヨーク・ドールズ
- ニック・ギルダー
- ジョブライアス
- スパークス
- ホークウインド
- ルー・リード
- ジョーディー
- コックニー・レベル
- ハロー(UK)[注釈 12]
- マッド
- アルヴィン・スターダスト
- スージー・クアトロ
- ザ・ムーブ
- クイーン
- ジャパン

### 洋楽（2010年〜2020年代）
- マネスキン

### 邦楽
- サディスティック・ミカ・バンド
- 沢田研二
- 忌野清志郎
- 土屋昌巳
- 一風堂
- THE YELLOW MONKEY
- 安全地帯
- すかんち
- マルコシアス・バンプ
- BOØWY

## 映画
- デヴィッド・ボウイの映画『ジギー・スターダスト』（1973年）
- T.Rexのドキュメンタリー『ボーン・トゥ・ブギー 』
- ゲイリー・グリッターの映画『Remember Me This Way』
- スレイド『Flame』
- トッド・ヘインズ監督の映画『ベルベット・ゴールドマイン』（1998年）

### グラム・ロックスターが参加した映画
- 『戦場のメリークリスマス』（1983年）。デヴィッド・ボウイが映画音楽を担当した坂本龍一と共に出演した。第二次世界大戦が舞台。敵対国である兵士との同性愛を描いた戦争映画。